# Tony Daley
Anthony Mark Daley (ur. 18 października 1967 w Birmingham) – angielski piłkarz, reprezentant kraju grający na pozycji pomocnika. 

## Kariera klubowa
Daley urodził się w Birmingham. W 1985 rozpoczął swoją przygodę z futbolem w drużynie z rodzinnego miasta Aston Villa. Przez 9 sezonów w The Villans zagrał w 233 spotkaniach, w których strzelił 31 bramek. Przyczynił się do zdobycia przez klub Pucharu Ligi Angielskiej w sezonie 1993/94. 
W 1994 odszedł za 1,25 mln funtów do Wolverhampton Wanderers. Prześladowany przez kontuzję, w ciągu czterech sezonów zagrał w zaledwie 21 spotkaniach dla Wilków. Po czterech latach, w 1998, został zawodnikiem Watfordu. W 1999 przez kilka miesięcy grał dla Walsall. W tym samym roku został piłkarzem Forest Green Rovers, w którym w 2002 zakończył karierę piłkarską.
| Sezon     | Klub                    | Kraj   | Rozgrywki           | Mecze | Bramki |
| --------- | ----------------------- | ------ | ------------------- | ----- | ------ |
| 1984/85   | Aston Villa             | Anglia | Division One        | 5     | 0      |
| 1985/86   | Aston Villa             | Anglia | Division One        | 23    | 2      |
| 1986/87   | Aston Villa             | Anglia | Division One        | 33    | 3      |
| 1987/88   | Aston Villa             | Anglia | Division Two        | 14    | 3      |
| 1988/89   | Aston Villa             | Anglia | Division One        | 29    | 5      |
| 1989/90   | Aston Villa             | Anglia | Division One        | 32    | 6      |
| 1990/91   | Aston Villa             | Anglia | Division One        | 23    | 2      |
| 1991/92   | Aston Villa             | Anglia | Division One        | 34    | 7      |
| 1992/93   | Aston Villa             | Anglia | Premier League      | 13    | 2      |
| 1993/94   | Aston Villa             | Anglia | Premier League      | 27    | 1      |
| 1994/95   | Wolverhampton Wanderers | Anglia | Division One        | 1     | 0      |
| 1995/96   | Wolverhampton Wanderers | Anglia | Division One        | 18    | 3      |
| 1996/97   | Wolverhampton Wanderers | Anglia | Division One        | 0     | 0      |
| 1997/98   | Wolverhampton Wanderers | Anglia | Division One        | 2     | 0      |
| 1998/99   | Watford                 | Anglia | Division One        | 12    | 1      |
| 1999/2000 | Walsall                 | Anglia | Division One        | 7     | 0      |
| 1999/2000 | Forest Green Rovers     | Anglia | Conference National | 20    | 2      |
| 2000/01   | Forest Green Rovers     | Anglia | Conference National | 34    | 4      |
| 2001/02   | Forest Green Rovers     | Anglia | Conference National | 12    | 0      |

## Kariera reprezentacyjna
Daley zadebiutował w reprezentacji Anglii 13 listopada 1991 w spotkaniu przeciwko Polsce, zremisowanym 1:1. 
W 1992 pojechał na Mistrzostwa Europy do Szwecji. Podczas turnieju zagrał w dwóch spotkaniach grupowych z Danią i gospodarzem Euro Szwecją. Mecz z zespołem Trzech Koron był ostatnim dla Daleya w drużynie Synów Albionu, dla której w latach 1991–1992 wystąpił 7 razy.
| Mecze i gole w reprezentacji | Mecze i gole w reprezentacji | Mecze i gole w reprezentacji | Mecze i gole w reprezentacji | Mecze i gole w reprezentacji | Mecze i gole w reprezentacji | Mecze i gole w reprezentacji |
| #                            | Data                         | Miasto                       | Przeciwnik                   | Gol                          | Wynik                        | Rozgrywki                    |
| ---------------------------- | ---------------------------- | ---------------------------- | ---------------------------- | ---------------------------- | ---------------------------- | ---------------------------- |
| 1.                           | 13.11.1991                   | Poznań                       | Polska                       |                              | 1:1                          | El. ME 1992                  |
| 2.                           | 29.04.1992                   | Moskwa                       | WNP                          |                              | 2:2                          | towarzyski                   |
| 3.                           | 12.05.1992                   | Budapeszt                    | Węgry                        |                              | 1:0                          | towarzyski                   |
| 4.                           | 17.05.1992                   | Londyn                       | Brazylia                     |                              | 1:1                          | towarzyski                   |
| 5.                           | 03.06.1992                   | Helsinki                     | Finlandia                    |                              | 2:1                          | towarzyski                   |
| 6.                           | 11.06.1992                   | Malmö                        | Dania                        |                              | 0:0                          | ME 1992                      |
| 7.                           | 17.06.1992                   | Solna                        | Szwecja                      |                              | 1:2                          | ME 1992                      |

## Sukcesy
Aston Villa
- Puchar Ligi Angielskiej (1): 1993/94